# Otto Mettal

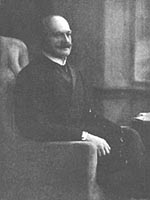
Otto Mettal

Otto Mettal, 1897–1904 Mettal von Frivald, ab 1912 Ritter von Mettal (* 30. Januar 1848 bei Humpoletz; † 2. April 1921 in Prag) war ein böhmischer Großgrundbesitzer und Politiker.

## Leben
Otto Mettal war der Sohn eines Textilfabrikanten in Humpoletz, studierte Rechtswissenschaften mit anschließender Promotion zum Dr. jur. und lehrte danach als Professor für Ökonomie an der Böhmischen Landwirtschaftlichen Akademie Tetschen-Liebwerd. Er heiratete 1880 in Karolinenthal Amalie Schebek (1853–1924), eine Tochter des Eisenbahnbauunternehmers Jan Schebek, mit der er vier Töchter zeugte. 1889 kauften die Eheleute Mettal das Schloss Zdechovice von Karl von Paar sowie die Güter Zruč nad Sázavou, Větrný Jeníkov, Rozsochatec und den Hof Telčice in Böhmen.
Seine Tochter Hannah wurde als deutschsprachige Übersetzerin von James Joyce bekannt, sie pflegte ein gutes Verhältnis mit Jan Masaryk. Ihre Schwester Marie war mit Emanuel Greif, dem obersten Staatsbeamten des Ministerpräsidenten Karel Kramář verheiratet, sie erbte den väterlichen Besitz.
Nach der Samtenen Revolution wurde die 1948 konfiszierte wertvolle Schlossbibliothek von Rozsochatec, die bis auf die Bechinie von Lazan zurückgeht an Otto Mettals Enkel Jan Greif rückübertragen.

## Adelsstand
In den 1890er Jahren versuchte Otto Mettal, den Nachweis über seine Abstammung von der schlesischen Adelsfamilie Mettel zu führen. Ein Zweig dieser Familie sei zu Beginn des 17. Jahrhunderts von Schlesien aus nach Frývald in Ungarn (heute Nordwestslowakei) verzogen, und am 13. Juni 1658 sei ein Peter Mettel/Mettal mit dem Prädikat von Frivald nobilitiert worden. 1897 wurden die eingereichten Dokumente, die Otto Mettal als Nachfahre des Peter Mettal von Frivald auswiesen, trotz Bedenken betreffend deren Echtheit von den Behörden letztlich auf Fürsprache aus den Reihen der einflussreichen Großgrundbesitzer anerkannt und ihm der Adelsstand unter Beibehaltung des alten Wappens bestätigt. Der Genealoge Alois Müller von Mildenberg legte jedoch dagegen erfolgreich Klage ein und bezeichnete die dazu vorgelegten Unterlagen als Fälschung und den Adelstitel, für den Otto Mettal 20.000 Gulden gezahlt hatte, als gekauft. 1904 wurde ihm daher Titel und Wappen wieder entzogen. Kaiser Franz Joseph berief Otto Mettal am 26. Dezember 1911 zum Mitglied des Reichsrates auf Lebenszeit und schlug ihn aufgrund seiner Verdienste zur Erhebung in den Ritterstand vor. Seine Nobilitierung erfolgte am 31. Januar 1912 mit dem Prädikat Ritter von Mettal unter Verleihung eines völlig neuen Wappens.
Die Existenz des Peter Mettal von Frivald gilt als umstritten. Da sich die schlesischen Mettel zudem nachweislich im Raum Freiwaldau im Altvatergebirge – also keineswegs in Frývald in Ungarn – aufhielten, ist eine Abstammung des Otto Mettal von der schlesischen Adelsfamilie Mettel überhaupt eher unwahrscheinlich.

## Politik
Von 1892 bis 1913 gehörte Otto Mettal als Vertreter des Großgrundbesitzes Allod dem Böhmischen Landtag an. Zwischen 1897 und 1907 war er als Vertreter des konservativen Großgrundbesitzes Böhmen Mitglied des österreichischen Abgeordnetenhauses. Von 1907 bis 1918 gehörte er der Fraktion der Rechten im Hohen Haus an.

## Grabstätte
Mettal und seine Frau wurden in der Schlosskapelle Zdechovice beigesetzt. Nach dem Abzug der Roten Armee aus dem Schloss Zdechovice wurde im August 1990 die Gruft teilweise offen vorgefunden, wobei Gebeine deutlich sichtbar waren. Eine amtliche Öffnung der Gruft ergab, dass sowohl die Särge als auch die Zinneinsätze mit Fensterchen zur Betrachtung der einbalsamierten Körper zerstört waren und die sterblichen Überreste im Grundwasser lagen. Die Leichname wurden exhumiert und nach ihrer Einäscherung im Krematorium Pardubice würdevoll wieder in der Gruft beigesetzt.